# Onychognathus nabouroup
Onychognathus nabouroup là một loài chim trong họ Sturnidae.